# Toby Miller
Toby Miller (Lake Arrowhead, 14 febbraio 2000) è uno snowboarder statunitense.

## Palmarès

### Mondiali juniores
- 3 medaglie:
  - 1 oro (halfpipe a Cardrona 2018)
  - 2 argenti (halfpipe a Yabuli 2015; halfpipe a Laax 2017)

### Coppa del Mondo
- Miglior piazzamento nella Coppa del Mondo generale di freestyle: 32º nel 2019
- Miglior piazzamento nella Coppa del Mondo di halfpipe: 10º nel 2019
- 1 podio:
  - 1 secondo posto